# هنکاک ۳۷۳۱
سیارک ۳۷۳۱ (به انگلیسی: 3731 Hancock، نامگذاری:1984DH1) سه هزار و هفتصد و سی و یکمین سیارک کشف شده‌است که در ۲۰ فوریه ۱۹۸۴ کشف شد.
قدر مطلق سیارک برابر ۱۰٫۳۰ است.